# 밀성부정
밀성부정 이면(密城副正 李㴐, 1582년 ∼ 1606년)은 조선 중기의 왕족으로 덕흥대원군의 증손이며, 도정궁(都正宮) 당은군 이인령(唐恩君 李引齡)의 2남이다.

## 생애
조선 중기의 왕족으로 본관은 전주, 휘는 면(氵眄), 자는 경측(景則)이다. 덕흥대원군의 증손이며, 선조의 백형(伯兄)인 하원군 이정(河原君 李鋥)의 손자이다. 아버지는 도정궁(都正宮) 당은군 이인령(唐恩君 李引齡)이고, 어머니는 판서 밀양인 박계현(朴啓賢)의 딸로 밀양군부인 박씨(密陽郡夫人 朴氏)이다.
부인은 현감(縣監) 하음인(河陰人) 봉유함(奉惟涵)의 딸로 신인 하음봉씨(愼人 河陰奉氏)이다.
당은군의 2남으로 임오(壬午) 1582년(선조 15) 2월 5일 탄생하였다. 창선대부(彰善大夫) 밀성부정(密城副正)에 봉작을 받고 병오(丙午) 1606년(선조 39) 10월 14일 향년 25세로 별세하자 경기도 여주군 가남면 화평리 화연촌 후 해좌에 예장하였다.

## 가족관계
- 아버지 : 당은군 이인령(唐恩君 李引齡)
- 어머니 : 밀양군부인 박씨(密陽郡夫人 朴氏), 판서 밀양인 박계현(朴啓賢)의 딸.
- 부인 : 신인 하음봉씨(愼人 河陰奉氏, 1581년 - 1656년), 현감(縣監) 하음인(河陰人) 봉유함(奉惟涵)의 딸.
  - 아들 : 이진한(李振漢)